# John Payne (Schauspieler)
John Howard Payne (* 28. Mai 1912 in Roanoke, Virginia; † 6. Dezember 1989 in Malibu, Kalifornien) war ein US-amerikanischer Schauspieler, Filmproduzent und Sänger. Er war ein populärer Darsteller im Hollywood-Kino der 1940er- und 1950er-Jahre, der in verschiedenen Genres wie Musicals, romantischen Komödien, Thrillern und Western auftrat.

## Leben
John Payne war der Sohn einer bekannten Sopranistin, väterlicherseits war der berühmte Schauspieler und Dramatiker John Howard Payne mit ihm verwandt. Er studierte ab 1930 an der Columbia University und musste sich, da seine Familie in der Great Depression ihr Vermögen verlor, auch als Wrestler durchschlagen. Er war schon früh entschlossen, wie seine Mutter Opernarien zu singen, und nahm neben dem Studium Gesangsunterricht. Ab 1934 war er als Schauspieler bei Radio und Theater tätig. Als Einspringer bei dem Broadway-Stück At Home Abroad fiel er einem Hollywood-Agenten auf, der ihm einen Vertrag bei dem Filmproduzenten Samuel Goldwyn verschaffte. Sein Filmdebüt machte er 1936 in einer kleineren Nebenrolle als Schwiegersohn von Walter Huston in der von William Wyler inszenierten Goldwyn-Produktion Zeit der Liebe, Zeit des Abschieds. Anschließend folgten vor allem weitere Nebenrollen sowie gelegentlich größere Aufgaben in B-Movies.
Zum Filmstar avancierte Payne ab 1940 bei der 20th Century Fox, wobei er sich anfangs vor allem mit Auftritten in Musicals an der Seite von Alice Faye, Betty Grable, Carmen Miranda und Sonja Henie profilierte. Payne trat vorwiegend als Leading Man auf, meist mit ein paar Gesangseinlagen im Film, und zählte in den 1940ern zu den beliebtesten männlichen „Beefcake“-Modellen. Anfangs vor allem in leichten Stoffen eingesetzt, spielte er 1946 in der Literaturverfilmung Auf Messers Schneide nach einem Roman von William Somerset Maugham eine ernsthaftere Rolle. Seinen bekanntesten Film drehte Payne im Jahr 1947 mit dem Weihnachtsklassiker Das Wunder von Manhattan, der ihn in der männlichen Hauptrolle des Anwalts Fred Gailey neben Maureen O’Hara, Edmund Gwenn und der jungen Natalie Wood zeigte.
Gegen Ende der Dekade wechselte Payne zusehends ins Charakterfach und spielte nun öfters hartgesottenere Typen in Western und Gangsterfilmen. Zu den bekannteren Filmen aus dieser Zeit zählen Straße des Verbrechens, der Payne unter der Regie von Allan Dwan in einer mörderischen Geschichte um zwei Schwestern zeigte, und der Western Todesfaust, ebenfalls unter der Regie von Dwan. Im Film noir Der vierte Mann unter Regie von Phil Karlson trat er 1952 als unschuldiger Lieferwagenfahrer auf, der wegen seiner kriminellen Vergangenheit beschuldigt wird, an einem Banküberfall beteiligt gewesen zu sein. Mit Karlson drehte er anschließend noch Taxi 539 antwortet nicht (1953) und Dem Teufel auf der Spur (1955), zwei weitere Vertreter des Film noir.
1956 gründete Payne seine eigene Produktionsfirma, die neben einigen Kinofilmen auch die Fernsehserie The Restless Gun finanzierte, in der Payne Ende der 1950er-Jahre in insgesamt 78 Folgen die Hauptrolle eines umherziehenden Cowboys spielte. Anschließend waren gute Film- und Fernsehangebote für ihn eher Mangelware. Er konnte es sich aber leisten, bei seinen Rollen wählerisch zu sein, da er neben seiner Filmkarriere erfolgreich im Immobiliengeschäft in Südkalifornien investiert hatte. An der Seite seiner früheren Filmpartnerin Alice Faye war er 1973 mit dem Stück Good News am Broadway zu sehen. Seine letzte große Fernsehrolle hatte er in der Columbo-Folge Tödliches Comeback im Jahr 1975, wo er neben Peter Falk und Janet Leigh einen Filmstar vergangener Tage verkörperte.
John Payne war dreimal verheiratet: Von 1937 bis 1943 mit Anne Shirley, von 1944 bis 1950 mit Gloria DeHaven sowie von 1953 bis zu seinem Tod mit Alexandra Crowell Curtis. Der Vater dreier Kinder starb 1989 im Alter von 77 Jahren an einer Herzerkrankung. An Payne erinnern zwei Sterne auf dem Hollywood Walk of Fame in den Kategorien Film und Fernsehen.

## Filmografie (Auswahl)
- 1936: Zeit der Liebe, Zeit des Abschieds (Dodsworth)
- 1938: College Swing
- 1938: Im Garten des Mondes (Garden of the Moon)
- 1939: Wings of the Navy
- 1939: Kid Nightingale
- 1940: Maryland
- 1940: Tin Pan Alley
- 1941: The Great American Broadcast
- 1941: Adoptiertes Glück (Sun Valley Serenade)
- 1941: Week-End in Havana
- 1941: Echo der Jugend (Remember the Day)
- 1942: To the Shores of Tripoli
- 1942: Footlight Serenade
- 1942: Iceland
- 1942: Springtime in the Rockies
- 1943: Hello, Frisco, Hello (Hello, Frisco)
- 1945: Dolly Sisters (The Dolly Sisters)
- 1946: Sentimental Journey
- 1946: Auf Messers Schneide (The Razor’s Edge)
- 1946: Wake Up and Dream
- 1947: Das Wunder von Manhattan (Miracle on 34th Street)
- 1948: Betrug (Larceny)
- 1948: The Saxon Charm
- 1949: El Paso, die Stadt der Rechtlosen (El Paso)
- 1949: Herr der Unterwelt (The Crooked Way)
- 1950: Käpt’n China (Captain China)
- 1950: Der Rebell von Mexiko (The Eagle and the Hawk)
- 1950: Tripolis (Tripoli)
- 1951: Die Faust der Vergeltung (Passage West)
- 1951: Gold in Neuguinea (Crosswinds)
- 1952: Die Geliebte des Korsaren (Caribbean Gold)
- 1952: Der vierte Mann (Kansas City Confidential)
- 1952: Flucht vor dem Feuer (The Blazing Forest)
- 1953: König der Piraten (Raiders of the Seven Seas)
- 1953: Geknechtet (The Vanquished)
- 1953: Taxi 539 antwortet nicht (99 River Street)
- 1954: Aufruhr in Laramie (Rails Into Laramie)
- 1954: Stadt der Verdammten (Silver Lode)
- 1955: Dem Teufel auf der Spur (Hell’s Island)
- 1955: Die Mestizin von Santa Fe (Santa Fe Passage)
- 1955: Postraub in Central City (The Road to Denver)
- 1955: Todesfaust (Tennessee’s Partner)
- 1956: Straße des Verbrechens (Slightly Scarlet)
- 1956: Teufelskommando – Marinekorps „Pantherkatze“ schlägt zu (Hold Back the Night)
- 1956: Der Rebell von Arizona (Rebel in Town)
- 1956: The Boss
- 1957: Abenteuer im wilden Westen (Zane Grey Theater, Fernsehserie, eine Folge)
- 1957: Steig aus bei 43000 (Bailout at 43,000)
- 1957: In letzter Minute (Hidden Fear)
- 1957–1959: The Restless Gun (Fernsehserie, 78 Folgen)
- 1960: O’Conner’s Ocean (Fernsehfilm)
- 1968: They Ran for Their Lives
- 1968: The Name of the Game (Fernsehserie, eine Folge)
- 1970: Rauchende Colts (Gunsmoke, Fernsehserie, eine Folge)
- 1971: Sheriff Cade (Cade’s County, Fernsehserie, eine Folge)
- 1975: Columbo: Tödliches Comeback (Forgotten Lady, Fernsehreihe)